# Тузіс
Тузіс (нім. Thusis) — місто  в Швейцарії в кантоні Граубюнден, регіон Віамала.

## Географія
Місто розташоване на відстані близько 155 км на схід від Берна, 19 км на південний захід від Кура.
Тузіс має площу 16,8 км², з яких на 7,8% дозволяється будівництво (житлове та будівництво доріг), 23,7% використовуються в сільськогосподарських цілях, 61,7% зайнято лісами, 6,8% не є продуктивними (річки, льодовики або гори).

## Демографія
2019 року в місті мешкало 3278 осіб (+14,2% порівняно з 2010 роком), іноземців було 32,9%. Густота населення становила 195 осіб/км².
За віковим діапазоном населення розподілялося таким чином: 18,7% — особи молодші 20 років, 61,1% — особи у віці 20—64 років, 20,2% — особи у віці 65 років та старші. Було 1502 помешкань (у середньому 2,2 особи в помешканні).
Із загальної кількості 2323 працюючих 24 було зайнятих в первинному секторі, 473 — в обробній промисловості, 1826 — в галузі послуг.